# 洞庭華鯪
洞庭華鯪（学名：Bangana tungting）為輻鰭魚綱鯉形目鯉科的其中一個種，分布於亞洲中國洞庭湖流域，體長可達21.3公分。

## 扩展阅读
維基物種上的相關：洞庭華鯪